# グレモリー

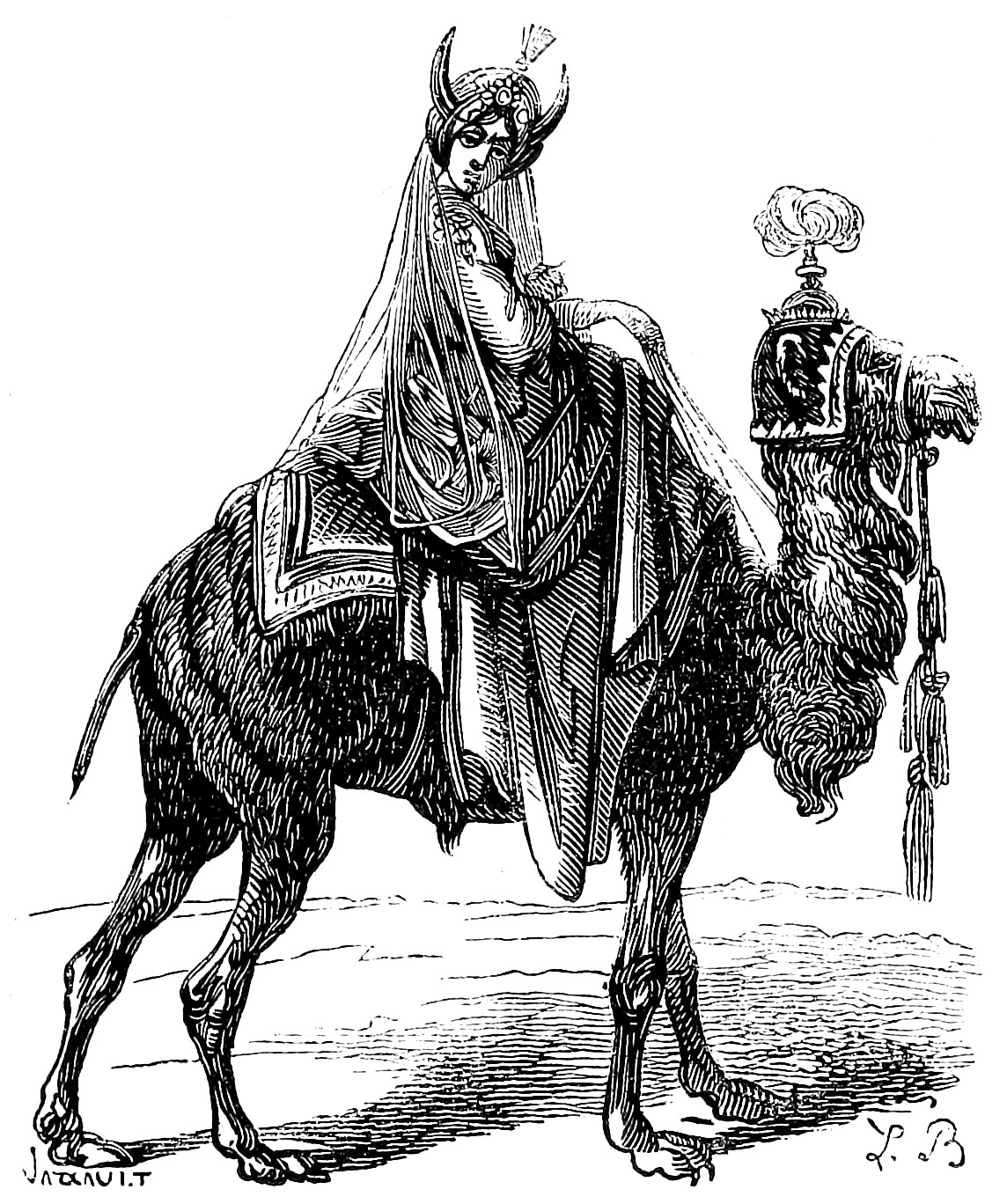
『地獄の辞典』に描かれたゴモリー(Gomory)の挿絵

グレモリー (Gremory) は、悪魔学における悪魔の一人。

## 概要
ゴモリー (Gomory) あるいはガモリー (Gamori) 、ゲモリー (Gemory) とも呼ばれる。
呼び出される際には、公爵夫人の宝冠を腰周りに結んだ美しい女性の姿で現れ、大きなラクダにまたがっている。過去・現在・未来、そして隠された財宝について知り、それを語る。老若問わず、女性の愛をもたらす力も持つ。『悪魔の偽王国』によると、その力は特に若い乙女に威力を発揮するという。
『ゴエティア』によると、地獄の26軍団を従えるソロモン72悪魔の序列56番目の強壮な公爵である。
『ミュンヘン降霊術手引書』では、ガエネロン (Gaeneron) という名前で登場しており、27軍団を配下に持つ公爵であるという。
『ゴエティア』および『悪魔の偽王国』では、ウェパルと並んで女性の姿で出現する数少ない悪魔である。